# Kurt Paur
Kurt Paur (* nach 1893 in den USA; Todesdatum und -ort unbekannt) war ein österreichischer Pianist und Musikpädagoge.
Der Sohn des Komponisten Emil Paur wurde in dessen Zeit als Dirigent des Boston Symphony Orchestra in den USA geboren. Er studierte bei Ernst von Dohnanyi in Berlin, wo er auch als Pianist debütierte. Es folgten Auftritte als Klaviersolist mit den Wiener Philharmonikern. Er wurde Professor an der Musikhochschule Berlin und trat als Gast mit dem Yost String Quartet  auf. Später gastierte er auch in den USA.